# Albert Hellwig
Albert Ernst Karl Max Hellwig (* 29. November 1880 in Berlin; † 3. Dezember 1950 in Reutlingen) war ein deutscher Jurist, Kriminologe und Publizist. Er führte im Jahre 1911 das Begriffspaar Schmutz- und Schundfilm in Bezug auf den Kinofilm ein und gilt auch als prägend für diese Terminologie, auch wenn sie bereits schon zuvor im Zusammenhang mit der Trivialliteratur als „Schundliteratur“ verwendet worden war, beispielsweise von Ernst Schultze.

## Studium und juristische Laufbahn
Der Sohn des Eisenbahnoberinspektors a. D. und Rechnungsrates Ernst Hellwig und der Ehefrau Marie Schönemann besuchte das Gymnasium in Altona. Zum Sommersemester 1900 nahm er das Studium der Rechtswissenschaften an der  Universität Jena auf und wechselte nach zwei Semestern an die Universität Freiburg im Breisgau, später an die Friedrich-Wilhelms-Universität Berlin. Hier wirkte er im März 1903, noch während seines Jurastudiums, als Beisitzer im Prozess gegen das „Blumen-Medium“ Anna Rothe mit; hieran knüpfte seine Sammeltätigkeit von Fällen aus dem Spektrum „Krimineller Aberglaube“ an. Zum Dr. jur. wurde er an der Universität Rostock promoviert. Am Amtsgericht in Frankfurt (Oder) war er als Richter tätig.
Während der Weimarer Republik wurde er 1919 als Generalreferent für Strafrecht und Strafprozess an das Preußische Justizministerium berufen. Da er sich zuvor sowohl publizistisch als auch als Richter mit Jugendkriminalität beschäftigt hatte, arbeitete er an dem Entwurf des ersten Jugendgerichtsgesetzes mit, das 1923 in Kraft trat. Da ihm die Arbeit im Ministerium nicht lag, ließ er sich auf eigenen Wunsch 1921 wieder in den Justizdienst versetzen. Als Landgerichtsdirektor in Potsdam wirkte Hellwig als Leiter einer Strafkammer und führte seine kriminalpsychologischen Studien fort.
Nach der Machtergreifung der Nationalsozialisten beantragte er am 1. Mai 1933 die Mitgliedschaft in der NSDAP, außerdem war er Mitglied im Nationalsozialistischen Rechtswahrerbund und in der NS-Volkswohlfahrt. In Potsdam wirkte er als Landgerichtsdirektor bis zu seiner Versetzung in den Ruhestand am 30. Januar 1945, den er selbst wegen Dienstunfähigkeit beantragt hatte.
Nach dem Kriege wurde Hellwig in Reutlingen, wo er sich zuletzt als „Fachschriftsteller“ niedergelassen hatte, im Zuge der Entnazifizierung am 2. Mai 1950 als „unbelastet“ eingestuft.
Aus zwei Ehen hatte Albert Hellwig fünf Kinder; nach dem Tod seiner ersten Ehefrau Margarethe Mader († 14. Februar 1920) heiratete Hellwig 1922 Antonie Kade, Tochter des Berliner Landgerichtsrats C. Kade.

## Prozesse und publizistische Tätigkeit
Hellwig wurde der Öffentlichkeit durch den 1930 unter seinem Vorsitz geführten Frenzel-Prozess wegen Blutschande bekannt, über den auch Carl von Ossietzky in der Weltbühne vom 9. Dezember 1930 berichtete. Die Zeitschrift für Parapsychologie glossierte den Umfang der Urteilsbegründung durch Richter Hellwig, die sich schließlich auf 651 Seiten belief.
In der Fachwelt wurde Hellwig durch seine etwa vierzig selbständigen Veröffentlichungen und mehr als einhundert Aufsätze in Fachzeitschriften bekannt. In der internationalen Kriminologie galt er als Fachmann für Fragen der Parapsychologie und der Kriminaltelepathie. In mehreren Fällen gelang es ihm als Sachverständiger, bei Schwindlern und Betrügern, die sich als Telepathen und Okkultisten ausgaben, ihre Täuschungsmanöver aufzuklären. Seine Arbeiten zum kriminellen Aberglauben beeinflussten auch seinen Bruder Karl (* 1884), der 1910 in Kiel eine Dissertation Zur Psychologie des Aberglaubens vorlegte.
Hellwigs zweites großes Fachgebiet war der Jugendmedienschutz. Bis Anfang der 1930er Jahre begleitete er die rechtliche Ausgestaltung der öffentlichen Filmvorführung mit seinen zahlreichen Publikationen auf dem Gebiet. Als Teil der Kinoreformbewegung stand er zwar kritisch gegenüber dem damals noch neuem Medium, beschäftigte sich aber als einer der ersten wissenschaftlich mit den Auswirkungen des Films. Viele der aktuellen Aussagen zur Wirkung von Mediengewalt wie die Suggestionsthese, Habitualisierungsthese oder der sozialkognitiven Lerntheorie finden sich bereits in seinen Ausführungen. Er gilt damit als einer der ersten bedeutenden Medienwirkungsforscher zum Medium Film.
Auch auf dem Gebiet des Prozessrechts hat Hellwig vielfach gewirkt. Mit seinem 1927 erschienenen Werk Psychologie und Vernehmungstechnik bei Tatbestandsermittlungen wurde erstmals umfassend die moderne Vernehmungstechnik für Richter, Staatsanwälte und Polizisten dargestellt.
Hellwig setzte sich für die Anerkennung der Probe der Blutgruppen im Zuge der kriminalistischen Beweisführung ein, die unter Kriminologen heftig diskutiert wurde.
Im Zuge der Strafrechtsreformbestrebungen ab 1909 sprach er sich gegen die Bestrafung von Homosexualität nach § 175 StGB a.F. aus, gleichwohl sah er homosexuellen Sexualverkehr als moralisch tadelnswert an.

## Nachlass
Hellwig wurde in Reutlingen auf dem Friedhof Unter den Linden beigesetzt. 1962 wurde seine Urne auf den Friedhof Bergäcker in Freiburg im Breisgau umgesetzt. Das Grab existiert heute nicht mehr.
Ein Teilnachlass von Albert Hellwig befindet sich im Institut für Grenzgebiete der Psychologie und Psychohygiene in Freiburg im Breisgau.
Einen weiteren Teil von Hellwigs Sammlungen zum kriminellen Aberglauben erwarb der Kölner Kriminologe Gotthold Bohne für das Institut für Kriminologie der Universität zu Köln. Die Sammlung befindet sich heute im Universitätsarchiv Köln (Zugänge 585 und 877).
Weitere Einzelnachweise, vor allem aus den Archiven der Verlage Mohr ([Tübingen]) und Vandenhoeck & Ruprecht ([Göttingen]) in der KALLIOPE-Datenbank.